# 顾之逵
顧之逵（1753年—1797年），字抱沖，江蘇蘇州府元和縣人，清朝藏書家。校勘學家顧廣圻的從兄。

## 生平
乾隆四十一年（1776年）為元和廩貢生。深邃於學，好藏書，多宋元本書，齋室名“小讀書堆”，與黃丕烈“百宋一廛”、周錫瓚“香巖書屋”、袁廷檮“五硯樓”並稱四大藏書家，杭州畫家陳鴻壽畫有《藏書四友圖》。與黃丕烈為至交，將顧廣圻介紹予黃丕烈，協助其校勘書籍。黃丕烈曾見顧之逵有影宋抄本《戰國策》，自己僅有吳師道刻本，頗以為憾。嘉慶元年（1796年）焦循曾到訪其藏書樓，吳騫、瞿中溶等亦曾到訪其藏書樓。嘉慶二年（1797年）四月卒。身後二子尚年幼，藏書歸其弟管理，嘉慶二十四年（1819年）以後，藏書漸散佚。著有《一郗錄》等。